# José Mateos Aparicio
José Mateos Aparicio, conocido como Mateos (8 de agosto de 1984, Valencia, Valencia), es un futbolista español. Actualmente juega en el Huracán Valencia Club de Fútbol, y su posición habitual es la de defensa (lateral derecho).

## Trayectoria
- Mislata
- Don Bosco
- Levante
- Pego (03-05)
- Ontinyent (05-06)
- Elche Ilicitano (06-07)
- Juventud Barrio del Cristo (07-08)
- Catarroja (08-11)
- Huracán Valencia (11-?)